# Оперета
Оперета је музичко-сценско дело где се драмска радња приказује свирањем, певањем, глумом и говором. Оперета је лакша од опере по својој музици, величини оркестра, дужини дела и по номиналној вредности по теми. Осим краће дужине, оперета је обично лаганог и забавног карактера. Оперета је настала из француског облика комичне опере која се звала "Опера комик" средином 19. века (1839. године) у Паризу. После Париза оперета убрзо осваја и Беч. Оперета је била много краћа од опере, састављена од једног, до два чина и најчешће комичног, површног, ласцивног и забавног садржаја. Као творац оперете се често помиње Жак Офенбах мада је прву оперету написао Флориман Ерве (певач, композитор, диригент, либретиста и позоришни сликар). Врло брзо је овај позоришни жанр прихватила и бечка публика, којој је у свом суграђанину Јохану Штраусу Млађем нашла најпопуларнијег представника оперете свих времена. Његова најпознатија оперета је Слепи миш. У току свог развоја, од око сто година оперета се развијала у два велика музичка центра-Паризу и Бечу. Прва оперета је изведена у Паризу 1853. године, а њен развојни пут завршен је 1954. године оперетом Калмана Аризона „Леди“.
„Оперета“ је италијански деминутив од „опера“ и првобитно је коришћен за описивање краћег, можда мање амбициозног дела од опере. Оперета представља алтернативу оперским представама у приступачној форми која циља другачију публику. Оперета је постала препознатљив облик средином 19. века у Француској, а њена популарност је довела до развоја многих националних стилова оперете. Посебни стилови су се појавили у земљама укључујући Аустроугарску, Немачку, Енглеску, Шпанију, Филипине, Мексико, Кубу и Сједињене Државе. Преношењем оперете између различитих земаља, културни космополитизам се појавио у претходном веку. Оперета је као жанр изгубила наклоност 1930-их и уступила место модерном музичком позоришту. Важни композитори оперета су Јохан Штраус, Жак Офенбах, Франц Лехар и Франсиско Алонсо.

## Дефиниције
Термин оперета настаје средином осамнаестог века у Италији и први пут је признат као самосталан жанр у Паризу око 1850. године. Kастил-Блејзов Dictionnaire de la musique moderne модерне тврди да овај термин има дугу историју и да је Моцарт био један од првих људи који је омаловажавајуће употребио реч оперета, описујући оперете као „одређене драматичне абортусе, те минијатурне композиције пуне смећа у којима се налазе само хладне песме и двостихови из водвиља“. Дефиниција оперете се мењала током векова и креће се у зависности од историје сваке земље са жанром. Често се користи да се односи на комаде који подсећају на Офенбахове једночинке у супротности са његовим композицијама у пуној дужини, „опера-буфе“. Офенбах је измислио ову уметничку форму као одговор на репресивне законе француске владе у вези са инсценацијама дела која су била већа од једног чина или су садржала више од четири лика.

## Историја
Оперета је постала призната као музички жанр око 1850. године у Паризу. Године 1870. центар за оперету се померио у Беч када је Париз пао у руке Пруса. Форма оперете је наставила да се развија током Првог светског рата.
Постоје неке заједничке карактеристике међу оперетама које су цветале од средине 1850-их до раних 1900-их, почевши од француске опере-буфе. Они садрже говорне дијалоге испреплетене између музичких нумера, а често су главни ликови, као и хор, позвани да учествују, иако је музика у великој мери изведена из оперских стилова 19. века, са нагласком на мелодијама које се могу певати. Оперета у двадесетом веку је сложенија и достигла је свој процват у Аустрији и Немачкој.
Оперета је претеча модерног музичког театра или „мјузикла“. У првим деценијама 20. века, оперета је наставила да постоји упоредо са новијим мјузиклима, при чему је свака музичка форма утицала на другу.